# Shitang (socken i Kina, Sichuan)
Shitang (kinesiska: 石塘乡, 石塘) är en socken i Kina. Den ligger i provinsen Sichuan, i den sydvästra delen av landet, omkring 410 kilometer öster om provinshuvudstaden Chengdu. Antalet invånare är 8 752. Befolkningen består av 4 302 kvinnor och 4 450 män. Barn under 15 år utgör 23,0 %, vuxna 15-64 år 64 %, och äldre över 65 år 11,0 %.
Genomsnittlig årsnederbörd är 1 617 millimeter. Den regnigaste månaden är september, med i genomsnitt 315 mm nederbörd, och den torraste är januari, med 9 mm nederbörd.